# 加登縣
加登縣（英語：Garden County）是美國內布拉斯加州西部的一個縣。面積4,483平方公里。根據美國2000年人口普查，共有人口2,292人。縣治奧什科什（Oshkosh）。
成立於1909年11月2日。縣名是英語花園的意思，寄託了成為「西部花園」的希望。